# Aneurizma trbušne aorte
Aneurizma trbušne aorte (lat. aneurysma aortae abdominalis) je lokalizovano proširenje (dilatacija) jednog dela (segmenta) najvećeg arterijskog krvnog suda u trbuhu - trbušne (abdominalne) aorte, prečnika koji je najmanje za 50 procenata veći od očekivanog (normalnog) prečnika aorte za tog pojedinca. Ovo proširenje nastaje usled postepenog smanjivanja čvrstine i elastičnosti zida trbušne aorte i obično uključuje slabost u srednjem sloju aorte (lat. tunica media) što dovodi do istezanja spoljašnjeg sloja (lat. tunica adventitia) i/ ili unutrašnjeg sloja (lat. tunica intima). Krv koju srce pod pritiskom pumpa kroz aortu, postepeno rasteže oslabljena zid i najčešće stvara aneurizmatsko proširenje u obliku „balona“ sličnog kokošjem jajetu. Aneurizma na svom zidu može imati depozite holesterola, kalcijuma, ili malih krvnih ugrušaka.
Bolest ima podmukao tok, često ne daje posebne simptome sve dok ne nastupe komplikacije, a tada je lečenje teže, a ishod lošiji. 
Najopasnija komplikacija aneurizme trbušne aorte je pojava njene rupture („pucanja“). Kao posledica ove komplikacije nastupa jako unutrašnje krvavljenje i iskrvavljenost, pa veliki broj pacijenata uopšte ne stigne živ do bolnice. Smrtnost pacijenata nakon operativnog lečenja akutne rupture aneurizme trbušne aorte je velika, svaki drugi pacijent ne preživi operaciju.

## Definicija aneurizme
Aneurizma od latinske reči (aneurysma) u širem smisli označava prostor koji komunicira sa lumenom arterijskog krvnog suda i iz njega se puni krvlju.
Zidove tog izbočenog prostora (vreće), mogu stvarati svi slojevi krvnog suda, kod prave (stvarne) aneurizme (lat. aneurysma verum) ili samo neki slojevi zida arterije kod disekantne aneurizme (lat. aneurysma dissecans). Ako arterijski krvni sud ne učestvuje u izgradnji zida anurizmatske vreće, govori se o lažnoj aneurizmi (lat. aneurysma spurium).

## Istorija
Prvi istorijski zapisi o aneurizmi trbušne aorte potiču iz 2. veka iz antičkog Rima, kada je grčki hirurg Antilus pokušavao lečiti aneurizmu trbušne aorte primenom proksimalne i distalne ligature, centralne incizije i uklanjanje trombotičnog materijala iz aneurizme.
Jedan od prvih autora koji je skrenuo pažnju na proširenje aorte kao posledicu distenzije svih slojeva njenog zida bio je francuski lekar Žan Fernel (1497—1558). On je čak ovo proširenje doveo u vezu sa sifilisom.
Andreas Vezalijus (1514—1564) flamanski lekar i anatom, nemačkog porekla, prvi je detaljno anatomsko-patološki opisao aneurizmu aorte 1557.
Skoro do kraja 18. veka, o aneurizmi aorte malo se govorilo i pisalo. Sve dok Lansis (kao i Fernel) ponovo nije upozorio na vezu sifilisa i aneurizme i istakao da se ona u oko 50 posto slučajeva nalazi kod pijanaca i skitnica.
Primena konzervativnih medicinskih postupaka u lečenja aneurizme nije bila uspešna, a smrtnost je bila velika.
Hirurškog lečenja ovog oboljenja (nažalost neuspešno) započelo je u 19. veku, kada je Astley Cooper (1768—1841), po prvi put zbog aneurizme ilijačne arterije, učinio ligaturu aorte, neposredno pre njenog račvanja, ali je bolesnik vrlo brzo preminuo.
Razvoj lečenja aortnih aneurizmi omogućio je Carrel fundamentalnim otkrićima početkom 20. veka (kreiranje vaskularnih anastomoza; eksperimentalna transplantacija arterija i vena; eksperimentalno izazvana ishemija kičmene moždine klemovanjem torakalne aorte).
Godine 1923, izvedena je prva uspešna hirurška intervencija na aneurizmi trbušne aorte. Te godine Rudolf Matas (1860—1957), poznati američki vaskularni i grudni hirurg izveo je prvu uspešnu ligaturu aorte na bolesniku, (izvođenjem indukovane tromboze po umetanju intraluminalne žice).
U toku 1948, započela je primena reaktivnog celofana koji je obmotavan oko aneurizme u cilju indukcije fibroze koja ograničava širenje i sprečava rupruru aneurizme. Ova tehnika je primenjena na Albertu Ajnštajnu 1949 godine, i on je sa nakon intervencije, sa aneurizmom živeo više od šest godina pre njene rupture.
U 1951, Šarl Duboa (1914—1991), francuski kardiohirurg, izvršio je prvu resekciju aneurizme trbušne aorte na svetu koristeći homograft.  Zbog sklonosti ka dilataciji, homograftovi nisu bili dugoročno rešenje.
Prvi sintetski graft od Viniyon-N materijala konstrtuisali su Vore, Blekmor i Jaretski 1952. godine. Tokom 1953, Blekemor i Vore sanirali su jednu rupturu aneurizme koristeći najlon (Vinyon graft-N). Kasnije su ovi graftovi zamenjeni primenom dakrona (Dacroni Gore-Tex) tj. politetrafluoroetilen tkanine, bez koje se danas ne može zamisliti hirurgija aorte.
Dalji razvoj lečenja aortnih aneurizmi odvijao se u dva pravca. 
- Prvi su radikalne i mutilantne procedure sa sve novijim protektivnim merama: umerena hipotermija-1953; “left heart bypass” (1957); Gottoov šant (1963); centirfugalna pumpa sa izmenjivačem toplote i selektivnom perfuzijom visceralnih organa (1970); drenaža cerebrospinalnog likvora(1988); angiogrfska identifikacija polazišta a. radicularis magnae (1989); MEP-Jacobs.
- Drugi pravac predstavljaju minimalno invazivni postupci. Prvi laparoskopski tretman AAA izveo je Kline 1998. godine, a prvi robotski asistirani tretman Kolvenbach 2004. godine. Najveću inovaciju predstavljaju endovaskularne procedure. Voldos je 1988. izveo prvi endovaskularni tretman aneurizmom torakalne, a Parodi 1991. koristio je endovaskularni veliki Palmaz stent i jednostrani aorto-femoralni i femoro-femoralni ukršteni Dakron graft, za AAA. Usledili su fenestrirani i razgranati stent graftovi, odnosno hibridne procedure.

Postoperativna hirurška stopa smrtnosti, zbog nesavršenosti metoda, kod aneurizmi trbušne aorte u početku je bila visoka (> 25%). Gotovo istovremeno u 1962. Džavid i Kreč primenili su tehniku, endoaneurizmorafiju. Primena ove metode značajno je smanjila smrtnost, tako da se danas, postoperativna smrtnost kreće u rasponu 1,8-5%.
Prvi put u Srbiji, početkom 2008, Vrhunski tim lekara Vojnomedicinske akademije, pod rukovodstvom prof. dr Miodraga Jevtića, uradio je najnovijom endovaskularnom tehnikom, dve operacije među kojima i rekonstrukciju proširenja trbušne arterije. Nakon intervencije dr Miodrag Jeftić ovako je prokomentarisao ovu metodu:
| „ | Ovom novom tehnikom elegantno i efektno uradimo (nap.operaciju), smanjujući pritom operativni rizik, smanjujući životni rizik u svemu tome i olakšavajući ljudima da se što pre vrate normalnom životu i da praktično budu potpuno funkcionalni i zdravstveno i radno sposobni", rekao je Miodrag Jevtić, načelnik Vojno-medicinske akademije... Nova endovaskularna hirurška tehnika omogućava za svakog pacijenta gotovo idealni veštački krvni sud kao zamenu... Ivan Marjanović, vaskularni hirurg, kaže da postoji preko 80 kombinacija mogućih sistema stent graftova za pacijenta. Bolesnik već posle dva dana napušta bolnicu, a posle sedam je radno sposoban. | ” |

| Видео: Aneurizma trbušne aorte; izvor B 92 4 |
| -------------------------------------------- |

## Anatomija trbušne aorte
Aorta je glavni arterijski krvni sud cirkulatornog sistema čoveka koji krv obogaćenu kiseonikom iz srca doprema do svih tkiva u telu. Aorta nastaje iz leve komore srca i završava se u slabinskoj (lumbalnoj) oblasti, gde se deli na dva dela i formira desnu i levu zajedničku ilijačnu arteriju koje se naniže, nastavlja krvnim sudovima donjih udova.
Trbušna (abdominalna) aorta je deo aorte koji se nalazi u predelu trbuha (abdomena) između bubrežnih arterija i ilijačne bifurkacije (račve). Trbušna aorta nastaje, kada descedentni (silazni) deo grudne aorte prođe kroz aortalni otvor (hiatus) na dijafragmi u visini donje ivice tela XII grudnog pršljena i zatim spušta retroperitonealnim prostorom u srednjoj liniji ispred tela kičmenih pršljenova sve do nivoa tela IV slabinskog pršljena gde se deli na dve zajedničke ilijačne arterije.
Trbušna aorta kroz retroperitonealni prostor ide paralelno sa donjom šupljom venom, koja se nalazi desno od nje. Kako se spušta prema udovima aorta postaje sve manja u prečniku, jer se od nje odvajaju njene velike bočne grane (cilijačno stablo, gornja mezenterična arterija, leva i desna bubrežna arterija, i donja mezenterična arterija). U predelu XI rebra, ona je prečnika oko 25 mm, iznad odvajanja bubrežnih arterija, 22 mm, ispod bubrega, 20 mm, i na račvanju ilijačne arterije 19 mm. Aorta 3.jpg
Histološki trbušna aorta se sastoje od tri sloja: unutrašnjeg - lat. tunica intima, srednjeg - lat. tunica media, spoljašnjeg sloja - lat. tunica adventitia

## Patofiziologija
Aneurizma je posledica; ateroskleroze, infekcije ili traume. Povišen krvni pritisak i pušenje ubrzavaju proces. Aneurizma može biti i urođena. Češće se javlja kod muškaraca.
Ananeurizma aorte je trajano proširenje (dilatacija) arterija do 1/5 puta njenog normalnog prečnika. Normalni prečnik infrarenalnog (međububrežnog) dela trbušne aorte u ljudi starijih od 50 godina je 1,5 cm u žena i 1,7 cm u muškaraca. Uvećanje infrarenalnog dela aorte 3 cm u prečnika ili veće smatra se aneurizmom.
Aneurizma trbušne aorte može narasti do 15 cm sa varijabilnom dužinom do 25 cm. Takođe ako bolest napreduje aneurizma se može svojim kaudalnim delom prostirati sve do ilijačnih arterija.
Primarni proces u razvoju jedne aneurizme trbušne aorte uključuje proteolitičku razgradnju vanćelijskog matriksa proteina, elastina i kolagena. Razne proteolitički enzimi, dovode do degradacije i prestrukturiranja tunike medie i intime zida aorte. To uključuje i nakupljanje lipida u ćelijama, kristala holesterola u vanćelijskom slobodnom prostoru, pojavu kalcifikacije, tromboza i ulceracija sve do rupture slojeva zida aorte. Ovi procesi dovode do gubitka elastina i aortalni zid je sve više podložan uticaju krvnog pritiska koji tako oslabljeni deo rasteže i deformiše. Oksidativni stres takođe igra važnu ulogu, a tu je i autoimuna komponenta u razvoju aneurizmi trbušne aorte, sa velikom infiltracijom limfocita i monocita i nagomilavanjem imunoglobulina.
Nepravilna ishrana bogata masnoćom uz pušenje cigareta i povišen krvni pritisak kao bitan preduslov za nastanak i razvoj arterioskleroze, povećavaju upalni odgovor unutar aortalnog zida i značajni su činioci u nastanku aneurizme trbušne aorte.
Aneurizme zarazne etiologija nastaju kod infekcije hlamidijom, kao posledica preležane pneumonije (upale pluća) i nekih drugih infekcija.
Povećana biomehanička aktivnost, (praćena cepanjem i raslojavanjem unutar zida aorte), kod povreda takođe utiče na formiranje aneurizme ali i na nastanak njene rupture kao najčešće i najteže komplikacije.
Zavisno od mehanizma nastanka takođe se mogu dodatno razlikovati i sledeće dve vrste aneurizmi trbušne aorte;
- Zapaljenska trbušna aneurizma, koju karakteriše fibroza i infiltracija makrofaga i nepoznate je etiologija i
- Gljivična ili bakterijska trbušna aneurizma, kod koje su ateromatozne ploče okužene sa mikroorganizmima, kao što su gljivice, Salmonelle, Spirohete itd. koje uzrokujući slabljenje tunike medije aorte i ubrzavaju proces razvoja aneurizme.[19]

Konačno, 12% do 19% aneurizmi trbušne aorte se može javiti i kao nasledna bolest kod rodbine prvog stepena, uglavnom muškaraca.

## Epidemiologija
Godišnje se u Srbiji otkrije 500-800 obolelih sa aneurizmom trbušne aorte. Proširenje na najvećem trbušnom krvnom sudu jedno je od najtežih oboljenja koje se u 50% slučajeva u Svetu i u Srbiji, završava smrću. Bolest nastaje neprimetno i uglavnom se otkriva kada bolesnik dođe na pregled zbog nekih drugih stomačnih tegoba. U poslednjih 30 godina, učestalost aneurizmi trbušne aorte je uvećana za četiri puta, što je donekle uzrokovano otkrivanjem novih slučajeva usavršenim „imaging tehnikama“, i realnim sve većim produženjem životne dobi („age-adjusted AAA incidence“).
U SAD, aneurizma trbušne aorte je zastupljena u odrasloj populaciji u 2-4% slučajeva, a godišnje se javlja oko 15.000 smrtnih slučajeva kao posledica sekundarne rupture.
Prema podacima iz januara 2011. na 100.000 hirurških zahvata u SAD 36 zahvata se obavi na aneurizmama trbušne aorte, a ruptura je deseti vodeći uzrok smrti u muškaraca starijih od 55 godina. Aneurizme abdominalne aorte u SAD je retka u žena mlađih od 55 godina.
Učestalost ove bolesti varira između žena i muškaraca (1:4-6). Najveća incidenca je kod muškaraca oko 70 godine, dok mnoge studije pokazuju da je prevalenca od aneurizmi trbušne aorte kod muškaraca iznad 60 godine i iznosi 2% do 6%.
Stopa učestalosti aneurizmi trbušne aorte je 8,2% u Velikoj Britaniji, 8,8% u Italiji, 4,2% u Danskoj, i 8,5% u Švedskoj (u muškaraca). Stopa učestalosti aneurizmi trbušne aorte kod žena je mnogo niža, i iznosi od 0,6% do 1,4%.
Učestalost je znatno veća kod pušača nego kod nepušača (8:1), a sa prestankom pušenja rizik pojave aneurizme se smanjuje. Na drugom mestu kao, faktor rizika je povišen krvni pritisak kod osoba muškog pola.
Ruptura aneurizme trbušne aorte javlja se u 1% do 3% muškaraca u dobi od 65 ili više godina a smrtnost je 70% do 95%. Procjenjuje se da se stopa učestalosti klinički relevantnih aneurizmi (promera 4 cm ili više) povećava za oko 2% do 4% svakih 10 godina. Kod deca aneurizma trbušne aorte može se razviti kao posledica traume ili u određenim medicinskim stanjima, ali se to vrlo retko dešava..
Učestalost ruptura je 6,9 slučajeva na 100.000 osoba u Švedskoj, 4,8 slučajeva na 100.000 osoba u Finskoj, a 13 slučajeva na 100.000 osoba u Velikoj Britaniji.
Samo 10% bolesnika s aneurizmom trbušne aorte, živi 8 godina nakon postavljanja dijagnoze, u poređenju sa 65% sličnih osoba, normalne populacije. Negde između 30% i 50% bolesnika sa aneurizmom trbušne aorte umre od ruptura a oni koji umiru u proseku gube su izgubili oko 9 godina života. Mortalitet u oko 60% bolesnika sa aneurizmom neposredno je povezan ja sa drugim kardiovaskularnim bolestima.
| Prečnik AAA () | Procenat ruptura (%) |
| < 3,0          | 0                    |
| 3 - 3,9        | 0,4                  |
| 4 - 4,9        | 1,1                  |
| 5 - 5,9        | 3,3                  |
| 6 - 6,9        | 9,4                  |
| 7 - 7,9        | 24,0                 |

## Klinička slika
Trbušna aneurizma aorte najčešće počinje ispod bubrežnih arterija i često se širi prema gore u jednu ili obe ilijačne arterije. Najčešće počinje asimptomatski da bi se kasnije javio bol duboko u trbuhu koji je obično probadajući, stalan i najizraženiji je u lumbosakralnom području.
Pacijent može imati i osjećaj nenormalno jakih pulzacija u trbuhu.
Kod detaljnog pregleda pacijenta palpacijom trbuha, često se može otkriti široko područje u kojem se palpatorno oseća pulzacija trbušne aorte, nad kojom se može čuti i šum, ali ima slučajeva kada se i vrlo velike aneurizme teško mogu otkriti fizikalnim pregledom.
Aneurizme koje se brzo povećavaju i koje prete rupturom, često su bolno osetljive, a najčešće mogu da rupturiraju bez prethodnih simptoma.
| Mali rizik                           | Umeren rizik                              | Visok rizik                                                                                        |
| > 70 godina                          | 70 – 80 godina                            | 80 i više godina                                                                                   |
| Fizički aktivan                      | Aktivan                                   | Fizički neaktivan, nepokretan                                                                      |
| Bez znakova srčane bolesti           | Stabilna srčana bolest , EF>35%           | Značajna koronarna bolest, česti anginozni bolovi, EF < 25%                                        |
| -                                    | Kreatinin 2,0 – 3,0                       | Kreatinin > 3,0                                                                                    |
| Normalan anatomski nalaz             | Anatomski poremećaj sa jasnim znacima AAA | Bolesti jetre (albumin < 2)                                                                        |
| Moguća postoperativna smrtnost 1%-3% | Moguća postoperativna smrtnost 3% - 7%    | Moguća postoperativna smrtnost 5% - 10%, Svaka nova komplikacija bolesti uvećava smrtnost za 3%-5% |

### Manifestacije
- Asimptomatska aneurizmom trbušne aorte: kod većina pacijenata je asimptomatska i bez znakova treperenja trbušnog zida. Ponekad smetnje od strane pankreasa i želuca mogu dati tegobe slične aneurizmi trbušne aorte, kao i aortalna bifurkacija koja se nalazi odmah iznad pupka. Bolesnici s potkolenim aneurizmama arterija često imaju i aneurizmu trbušne aorte (25-50%).
- Ruptura aneurizmom trbušne aorte: jedna je od najčešćih komplikacija i javlja se u različitim oblicima.. Kod većine pacijenata ruptura je praćena treperenjem trbušnog zida. Međutim, simptomi mogu biti i nejasni, bez promena na trbušnom zidu. Simptomi uključuju bol, sinkopu, paralizu, itd. Dijagnoza često može biti nejasna, a ponekad i da upućuje na renalne kolike izazvane kamenom u bubregu, divertikulozu , inkarceriranu (uklještenu) kilu, lumbosakralne poremećaje i druge bolesti u predelu karlice.
- Periferna embolija: embolija arterija izazvana aneurizmom trbušne aorte manifestuje se promenom boje kože stopala i nožnih prstiju koji su lividno plave boje, često praćeni otokom.
- Akutna okluzija aorte: povremeno, male aneurizme trbušne aorte praćene su trombozom, koja izaziva akutnu klaudikciju donjih ekstremiteta.
- Aortovenska fistula: Aneurizmom trbušne aorte može rupturirati u šuplju venu, proizvodeći veliki arteriovensku fistulu. U ovom slučaju, simptomi uključuju tahikardiju i druge poremećaje rada srca, oticanje nogu, trbušne tegobe (pojava treperenja trbušnog zida), poremećaj funkcije bubrega i nedovoljan periferni priliv krvi (periferna ishemija).
- Aortoduodenalna fistula: jedna od komplikacija aneurizma trbušne aorte je njena ruptura u dvanaestopalačnom crevu. Ovi pacijenti ispoljavaju znake krvarenja iz gornjih delova gastrointestinalnog trakta (eksangvinantno krvarenje).

## Dijagnoza
Dijagnoza aneurizme trbušne aorte može se postaviti primenom sledećih dijagnostičkih metoda; anamneza, objektivni pregled, vizuelizujući pregledi.

### Anamneza
Anamneza ima za cilj prikupljanje podataka o toku bolesti i njegovim simptomima, kao i prikupljanje podataka iz porodične anamneze. Brojna istraživanja kod bolesnika, nakon izvršene reparacija aneurizme trbušne aorte ukazuju da je porodična anamneza važan pokazatelj mogućih anomalija na trbušnoj aorti;
| „ | Oko 15-25% pacijenata sa aneurizmom trbušne aorte ima bliskog srodnika (»first-degree relative«) sa istom bolešću, u poređenju sa svega 2-3% (kontrolnih) pacijenata bez aneurizme trbušne aorte. Obrnuto, 8% prvostepenih srodnika pacijenata sa aneurizmom trbušne aorte ima klinički manifestnu Porodična pojava aneurizme je češća među srodnicima pacijenata ženskog pola. U hirurškim serijama, 35% pacijenata sa pozitivnom porodičnom anamnezom su žene, a među pacijentima bez aneurizme u porodici čine žene svega 14%. Štaviše, učestalost rupture aneurizme trbušne aorte u žena sa familijarnim aneurizmama je 30%, prema 17% u pacijenata muškog pola sa familijarnim aneurizme trbušne aorte. | ” |

### Objektivni pregled
Objektivnim pregledom se vizuelno, palpacijom ili auskultacijom trbuha mogu otkriti pulzacije aneurizme. Mada se aneurizme trbušne aorte mogu otkriti objektivnim pregledom, njegova osetljivost zavisi od veličine aneurizme, gojaznosti pacijenta, obučenosti lekara itd.
| „ | U populacionoj studiji senzitivnost fizikalnih pregleda u otkrivanju AAA većih od 3,5 je bila svega 15%. S druge strane, na AAA se može neopravdano posumnjati u mršavih pacijenta sa prominentnom abdominalnom aortom, ali normalne veličine, ili u pacijenata sa masom koja prepokriva abdominalnu aortu i prenosi naglašen puls. Tačnost merenja veličine AAA fizikalnim pregledom je mala, sa precenjivanjem veličine pod uticajem struktura između zida trbuha i abdominalne aorte. Stoga je u pacijenata (naročito u muškaraca starijih od 60 godina) koji se žale na akutni bol u trbuhu/leđima potrebno isključiti dijagnozu putem imaging pregleda. | ” |

### Vizuelizujući („Imaging“) pregledi
- Radiografija grudnog koša: Ova vrsta pregleda se koristi za prethodnu procenu stanja srca i pluća. Većina bolesnika s aneurizmom trbušne aorte ima generalizovanu arteriosklerozu, pa je stoga pre operacije potrebno proveriti kardiovaskularni sistem bolesnika.
- Pregled ultrazvukom - ultrasonografija (US); je najbolji način za brzo preliminarno, neinvazivno i ekonomično ispitivanje i istim se često može jasno odrediti prisustvo i veličina i proširenost aneurizme. Pregled ultrazvukom je ekonomičan način za češće praćenje bolesnika čije aneurizme su premale za hirurške intervencije (<30 mm).
- Kompjuterizovana tomografija (CT); skuplja je od (US) i podrazumeva izlaganje zračenju, ali je preciznija i tačnije određuje veličinu aneurizme trbušne aorte. Ako se u toku CT primeni intravenski kontrast, može dati podatke o veličini i karakteristikama aneurizme. CT pomaže i u jasnijem diferenciranju anatomije aneurizme i dijagnostikovanje ostalih patoloških promena u trbušnoj duplji. Iako je veličina aneurizme bitna u dijagnostici, važni su i drugi anatomski odnosi u trbuhu za donošenje odluke o pravilnom izboru operativne metode, kao što je; određivanje lokacije aneurizme u odnosu na bubrežne arterije, dužina aortalnog vrata, stanje ilijačnih arterija i anatomski varijeteti, kao što je retroaortična leva bubrežna vena ili potkovičasti bubreg. CT-angiografija je metoda izbor za preoperativnu pripremu bolesnika i izbor odgovarajuće tehnike operativnog zahvata.
- Trbušna aortografija je manje preciznija od CT ali se njom može se odrediti veličina aneurizme i prikazati zahvaćenost drugih velikih krvnih sudova. Aortografija je potrebna i opravdana kada se sumnja na proširenje aneurizme iznad bubrežnih arterija. Angiografija je takođe bitna kako bi se otkrile abnormalnosti bubrega, (potkovičasti bubreg, ili bubreg nisko postavljen u karlici).
- Magnetna rezonanca(MR) i MR sa angiografijom – je metoda uporediva sa CT, uz prednost izbegavanja zračenja. Nažalost ova metoda nije dostupna u svim medicinskim centrima te zbog toga nije u masovnijoj upotrebi.

### Diferencijalna dijagnoza
Osnovne bolesti na koje treba sumnjati u diferencijalnoj dijagnozi aneurizme trbušne aorte su:
- Upala slepog creva
- Holelitijaza
- Gastritis i peptički čir
- Infarkt miokarda
- Pankreatitit
- Opstrukcija creva
- Infekcije mokraćnog sistema
- Nefrolitijaza

## Terapija
Čak i kod pacijenata koji nemaju simptome od svojih aneurizmi trbušne aorte, medicinska istraživanja pokazala su obaveznu hiruršku intervenciju zbog visoke stope smrtnosti od 100% u toku života zbog pojave ruptura. Osim toga, ti bolesnici imaju visoku verovatnoću gubitka uda nakon periferne embolizacije.
U lečenju aortnih aneurizmi nema idealne metode. Svaka ima prednosti, nedostatke, odnosno, indikacije i kontraindikacije. Poslednje multicentrične studije sugerišu otvorene hirurške metode kod mlađih, niskorizičnih bolesnika sa dugoročnom životnom prognozom, a endovaskularne ili hibridne kod starijih, rizičnijih bolesnika sa kratkoročnom životnom prognozom.

### Konzervativno lečenje AAA
Konzervativno lečenje bolesnika sa aneurizmom trbušne aorte nosi u sebi visoki rizik smrtnosti te se primenjuje samo kod onih bolesnika u kojih postoji verovatnoća da će se popraviti stanje i produžiti njegov životni vek.
Dva preduslova za primenu konzervativnog lečenja aneurizme trbušne aorte su, prestanak pušenja i regulacija krvnog pritiska uz redovne zdravstvene kontrole (najmanje jednom u šest meseci). Nedavne studije su prokazale moguće zaštitne učinke konzervativne terapija sa angiotenzinima koji snižavaju pritisak i primenu statina koji smanjuju enzimsku aktivnost.

### Hirurško lečenje
Lečenje asimptomatskih aneurizme trbušne aorte operativnom tehnikom ima za cilj da se operativnim zahvatom izvrši korekcija nastalih oštećenja na trbušnoj aorti. U vaskularnoj hirurgiji trenutno postoje dva načina za operativno lečenje:

#### Reparacija aneurizme na otvorenom trbuhu
Metoda reparacija aneurizme na otvorenom trbuhu (OR) primenjuje se kod mlađih pacijenta kao metoda izbora, ili kod brzo rastuće ili velike aneurizme, ili nakon njene rupture. Operativni tretman aneurizme na otvoren trbuhu bio je glavni način hirurškog lečenja od 1950. do nedavno.

#### Endovaskularna reparacija aneurizme
Metoda endovaskularnog lečenja aneurizme trbušne aorte (EVAR) u praksi se primenjuje prvi put 1990 godine. Iako je postala alternativa otvorenom načinu lečenja, njena uloga mora da bude jasno definisana kod svakog bolesnika. Uopšteno gledano ona se prvenstveno primenjuje kod starijih, visokorizičnih pacijenta ili pacijenta sa kontraindikacijama za otvoreni operativni zahvat. Međutim, endovaskularna tehnika je moguća samo na ograničenom broju aneurizmi trbušne aorte, zavisno od morfologije aneurizme. Glavne prednosti ove metode nad otvorenom tehnikom je kraći postoperativni tok lečenja, manja postoperativna smrtnost, bolesnik kraće vremena provodi u intenzivnoj nezi, manje vremena u bolnici i sveukupno ranije se vraća normalnim aktivnostima. Nedostatak endovaskularne tehnike je taj što zahteva česte kontrole, što se ne mogu sve aneurizme trbušne aorte lečiti ovom tehnikom, a u svetu je relativno mali broj bolnica osposobljen za primenu ove metode. Nedavno razvijeni endovaskularni uređaji u stanju su lečiti složenije, krivudave i druge anatomski izmenjene promene na aorti.
| Prečnik AAA (cm) | Procenat ruptura (%) |
| <4               | 0                    |
| 4 - 5            | 0,5 - 5              |
| 5 - 6            | 3 - 15               |
| 6 - 7            | 10 - 20              |
| 7 - 8            | 20 - 40              |
| >8               | 30 - 50              |

### Monitoring AAA
Kod bolesnika s аneurizmom trbušne aorte manjom od 4 cm u promeru ultrazvučna kontrola stanja i veličine aneurizme vrši se svakih 6 meseci, a u slučaju da se aneurizma širi ili uzrokuje simptome predlaže se hirurška intervencija. U bolesnika sa AAA od 4-5 cm u promeru, hirurška intervencija je od koristi ako su mladi, zbog niskog operativnog rizika, kako bi ovi bolesnici imali kvalitetan život bez iščekivanja posledica.
Trbušna aneurizma aorte kod žena mogu izazvati rupturu zida aorte i kod manjih promera u poređenju sa muškarcima, zato, je kod žena prag od 4,5 cm osnova za operativni zahvat.
Bolesnici sa aneurizmom trbušne aorte prečnika 5-6 cm u mogu imati izuzetnu korist od operativne korekcije, pogotovo ako su izloženi drugim faktorima koji mogu doprineti nastanku rupture, uključujući hipertenziju, nastavak pušenja, odnosno hronične opstruktivne plućna bolest (COPD). Kod pacijenata sa višim rizikom, prag za korekciju je aneurizma promera 6-7 cm, zavisno od opšteg stanja bolesnika. Ova veličina aneurizme, kao normativ za korekciju, primjenjuje se kod muškaraca prosečne visine 170 cm, zbog povećanog rizika za nastanak rupture tokom života.

### Komplikacije
Kao najčešći uzroci smrti i drugih komplakacija kod aneurizmai trbušne aorte, navode se:
- Smrtni slučaj - kao posledica tromboze ili embolije javlja se u 1,8-5% slučajeva a 50% kod rupture aneurizme.
- Pneumonija - 5%
- Infarkt miokarda - 2-5%
- Preponske infekcija - manje od 5%
- Infekcije Grafta - manje od 1%
- Nedovoljan priljev krvi u delovima tela koje snabdeva trbušna aorta
- Incisiona kila - 10-20%
- Opstrukcije creva
- Amputacija ekstremiteta zbog arterijske okluzije
- Intermitentna klaudikacija u nogama
- Nemoć u muškaraca - Erektilna disfunkcija i retrogradan ejakulacija (> 30%)
- Parestezije u bedrima
- Limfokela u preponi - približno 2%
- Kasna enterična fistula grafta.[26]

#### Komplikacije nakon operativnog zahvata
Pored napretka medicine, sve velike svetske studije pokazuju da je stepen smrtnosti kod elektivne operacije rekonstrukcije aneurizme trbušne aorte 3–5%, a da postoperativni morbiditet iznosi 20–30%. Razlog leži u činjenici da su bolesnici sa aneurizmom trbušne aorte (najčešće u osmoj, a neretko i devetoj deceniji života, sa brojnim komorbidnim stanjima (srčana slabost, koronarna bolest, hronična bolest pluća i bubrega). Pored toga otvorena operativna rekonstrukcije aneurizme trbušne aorte, predstavlja obiman zahvat za bolesnika jer se transabdominalno ili retroperitonealno vrši rekonstrukcija aneurizme, uz prekid cirkulacije kroz aortu distalno od bubrežnih arterija za vreme trajanja rekonstrukcije.

## Galerija
- Dijagram za procenu rizika od rupture AAA
- CT aneurizme trbušne aorte
- Endoaortalni stent
- Aneurizma trbušne aorte sa teškom aterosklerozom donjih udova i stenozom desne butne arterije

## Spoljašnje veze
- „Cochrane Peripheral Vascular Diseases Review Group”. Архивирано на веб-сајту  (23. фебруар 2015)

|  | Molimo Vas, obratite pažnju na važno upozorenje u vezi sa temama iz oblasti medicine (zdravlja). |